# Pileus

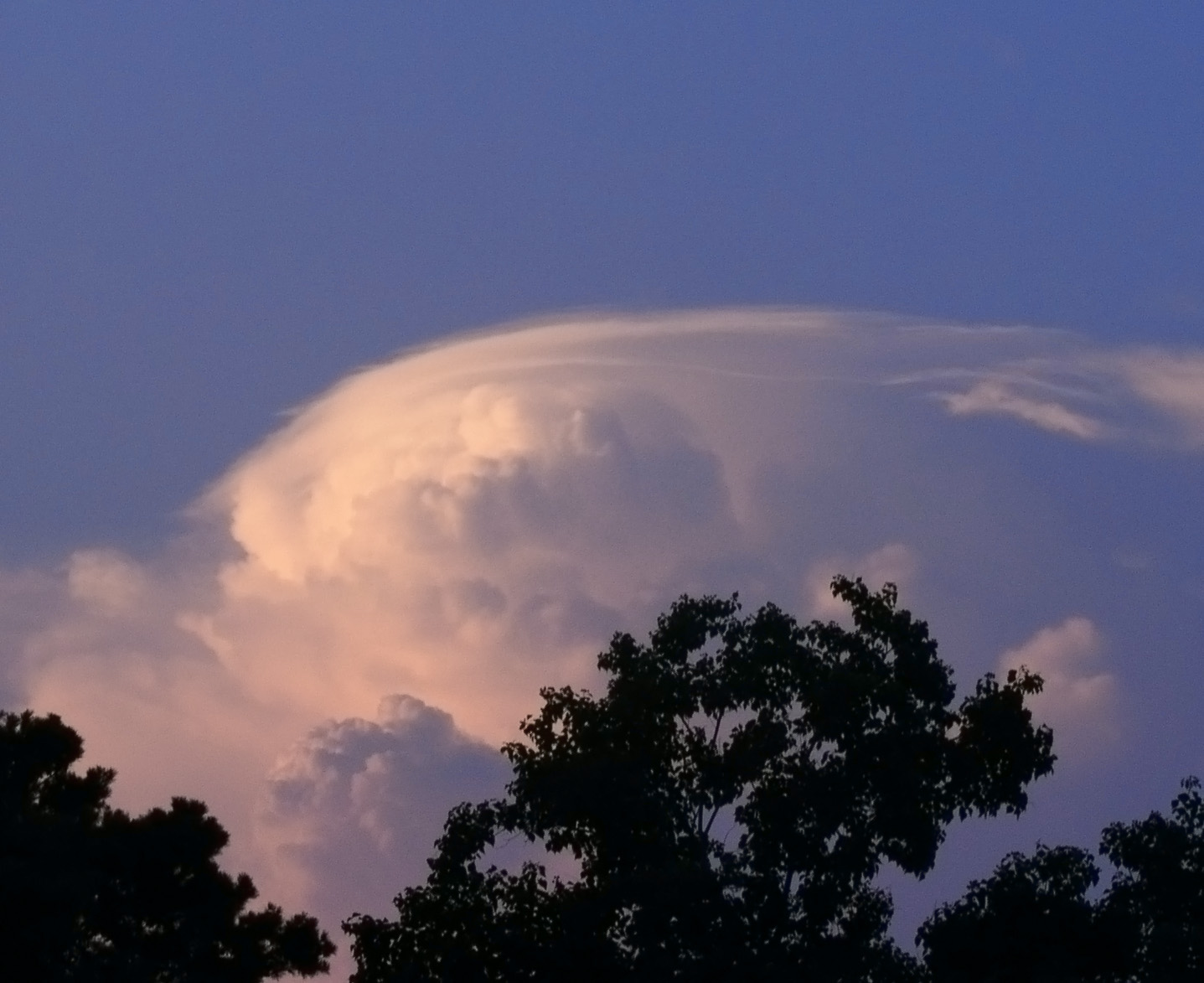
Cumulonimbus pileus

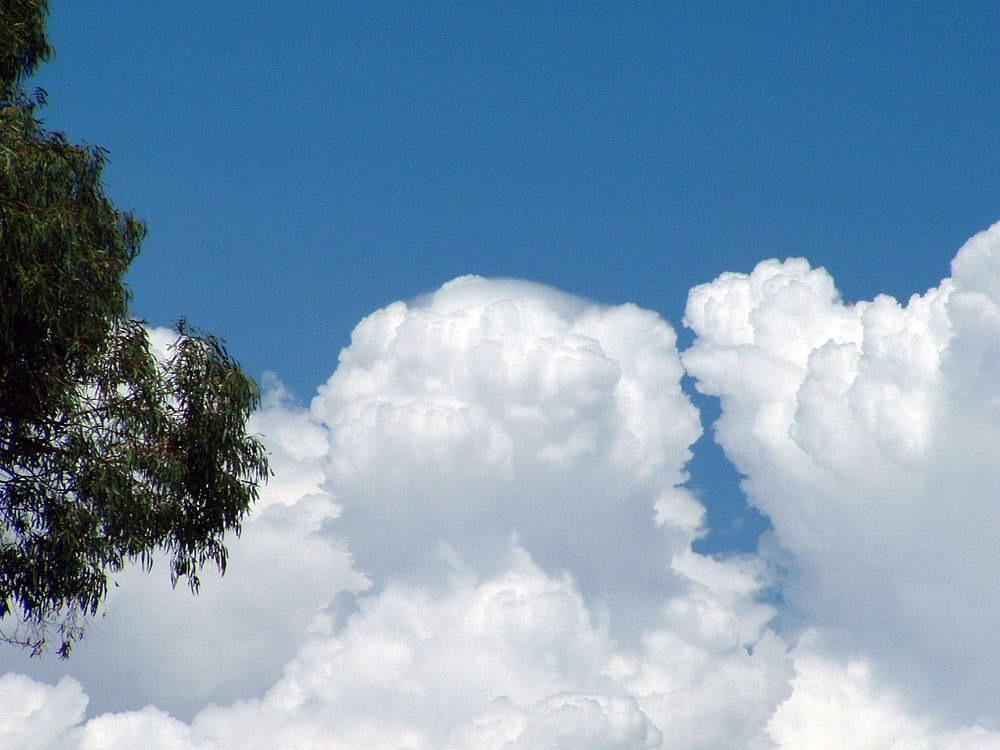
Pileus su di un cumulonembo

In meteorologia, la dizione di pileus (dall'analoga parola in latino, con il significato di "copricapo, berretto"), indica una piccola nube accessoria a sviluppo orizzontale a forma di copricapo che può apparire al di sopra o attaccata alla parte superiore di un cumulo o di un cumulonembo. Il pileus può a volte anche compenetrare la nube cumuliforme e si possono formare anche più pileus sovrapposti.

## Caratteristiche
Un pileus, che tende a cambiare forma rapidamente, è formato dalla forte corrente ascensionale all'interno del cumulo che porta l'aria umida dalle quote inferiori a quelle superiori facendole raggiungere il punto di rugiada per raffreddamento da espansione adiabatica. I pilei sono quindi solitamente associati a condizioni di maltempo. Un pileo al disopra di un cumulo può indicare la sua tendenza a trasformarsi in un cumulonembo, in quanto segnala la presenza di forti correnti ascensionali.
Le nubi che presentano pilei sono generalmente chiamate col suffisso "pileus". Ad esempio, un cumulonembo che presenti un pileo sommitale può essere chiamato cumulonimbus pileus.

## Formazioni alternative

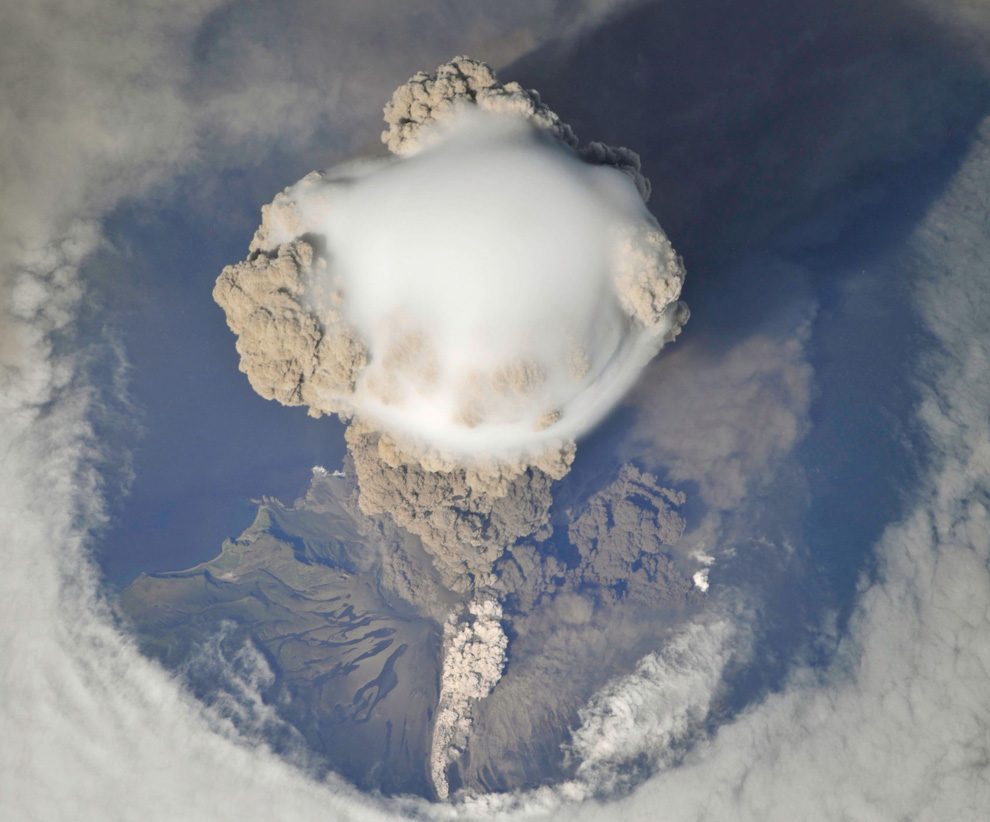
Pileus in formazione al di sopra della cenere vulcanica emessa dall'eruzione del vulcano Sarychev

Un pileus può formarsi anche al di sopra di una nube di cenere vulcanica o di un pirocumulo generato da un'eruzione vulcanica.

## Evoluzione
La formazione di un pileus indica che la nube originaria sta rapidamente aumentando di dimensioni, è carica di umidità e altamente instabile. Di conseguenza potrebbe rapidamente trasformarsi in un cumulonimbus incus. Questa tipologia di nubi può provocare un tempo molto perturbato e l'apparire di un pileus va visto come il segnale di un imminente temporale. 
La presenza del pileus al di sopra di una nube è anche l'indicazione di presenza di venti forti.